# والتر اوئن بنتلی

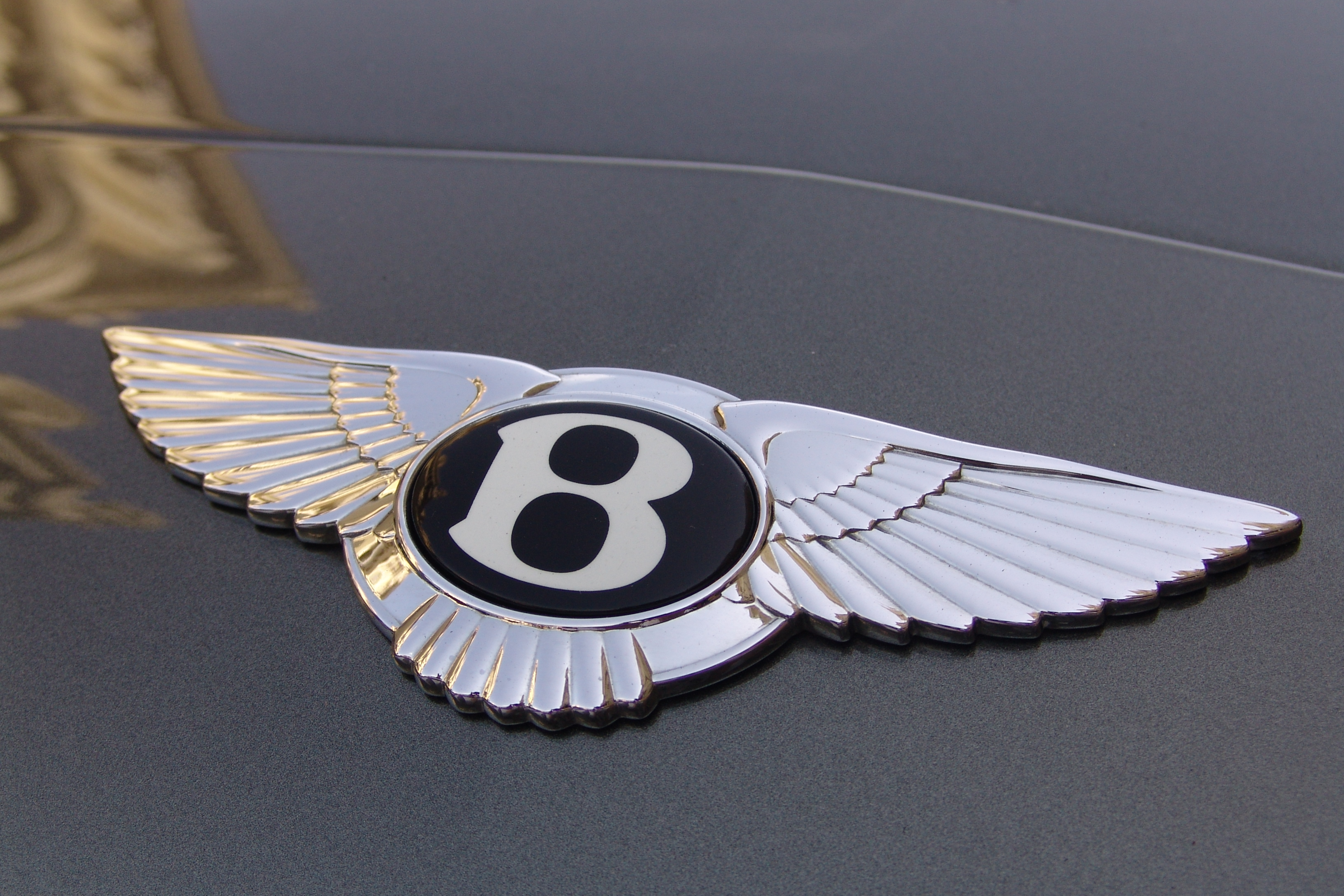

والتر اوون بنتلی، (به انگلیسی: Walter Owen Bentley) (زاده ۱۶ سپتامبر ۱۸۸۸ - درگذشته ۱۳ اوت ۱۹۷۱) صنعتگر، طراح و مهندس سازنده موتورهای خودرو بود، که در سال ۱۹۱۹ شرکت خودروسازی بنتلی را در کریکل‌وود در نزدیکی لندن، راه‌اندازی کرد. والتر بنتلی مدرک مهندسی نظری را از دانشگاه کینگز لندن اخذ نموده بود.
وی اغلب با نام مستعار دبلیو. او بنتلی شناخته می‌شود. والتر بنتلی بیشتر به لحاظ طراحی و ساخت خودرو و موتور خودرو، مشهور است، ولی وی در زمینه طراحی و ساخت موتورهای هواگرد و هواپیما، همچنین به‌عنوان راننده در مسابقات اتومبیل‌رانی نیز فعالیت می‌نمود. وی دارای رتبه ام‌بی‌ئی (یا عضو رتبهٔ امپراتوری بریتانیا) از امپراتوری بریتانیا بود.